# 34

## Події
- Правління імператора Тиберія в Римі.
- Консули Риму Павло Фабій Персік і Луцій Вітеллій. Консулом-суфектом був Квінт Марцій Барея Соран.
- Патріарх Антіохійський

## Народились
- Авл Персій Флакк — відомий давньоримський поет, майстер сатури.

## Померли
- Мамерк Емілій Скавр, римський політик, самогубство
- Ірод Филип II, Тетрарх Ітуреї, Батанеї, Трахонітської області й Аврану
- Секстія, римська матрона, дружина Мамерка Емілія Скавра, покінчила життя самогубством
- Луцій Антоній, римський політик